# Prière d'abandon

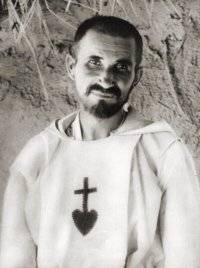
Photo de Charles de Foucauld.

La Prière d'abandon est la prière issue de la spiritualité de Charles de Foucauld. Issue des écrits de Charles de Foucauld, elle est devenue le symbole de sa spiritualité, et principalement sur la confiance en Dieu le Père.

## Histoire
La prière d'abandon n'est pas à l'origine une prière mais une méditation, que Charles de Foucauld a composée quand il était en Syrie. Il l'a écrite vers 1896, en tout cas avant le 23 janvier 1897, lorsqu'il rédigeait ses Méditations sur l'Évangile au sujet des principales vertus. Il médite alors sur le verset de l'Évangile de Luc : « Père, pardonne-leur » et termine sur les paroles de l'Évangile de Luc (Chapitre 23, 46) : « Mon Père, je remets mon esprit entre vos mains ».
Charles de Foucauld écrit alors :

« Mon Père, je me remets entre Vos mains ; mon Père je me confie à Vous, mon Père, je m'abandonne à Vous ; mon Père, faites de moi ce qu'Il Vous plaira ; quoi que Vous fassiez de moi, je Vous remercie ; merci de tout, je suis prêt à tout : j'accepte tout : je Vous remercie de tout ; pourvu que Votre volonté se fasse en moi, mon Dieu, pourvu que Votre Volonté se fasse en toutes Vos créatures, en tous Vos enfants, en tous ceux que Votre Cœur aime, je ne désire rien d'autre mon Dieu ; je remets mon âme entre Vos mains ; je Vous la donne, mon Dieu, avec tout l'amour de mon cœur, parce que je Vous aime, et que ce m'est un besoin d'amour de me donner, de me remettre en Vos mains sans mesure : je me remets entre Vos mains, avec une infinie confiance, car Vous êtes mon Père. »

— Charles de Foucauld, extrait de Méditations sur l'Évangile au sujet des principales vertus.

## Prière d'abandon
Après la mort de Charles de Foucauld, les premières congrégations naissent fondées sur la spiritualité de Charles de Foucauld. La fondatrice des Petites sœurs de Jésus, Magdeleine Hutin, ainsi que les premiers frères de Charles de Foucauld commencent à réciter cette prière en simplifiant le texte afin d'éviter les répétitions. Au cours des années 1940 et 1950 la Prière d'abandon de Charles de Foucauld prend alors sa forme définitive :
Mon Père,

Je m'abandonne à toi,

Fais de moi ce qu'il te plaira.

Quoi que tu fasses de moi,

Je te remercie.

Je suis prêt à tout, j'accepte tout,

Pourvu que ta volonté

Se fasse en moi,

En toutes tes créatures,

Je ne désire rien d'autre, mon Dieu.

Je remets mon âme entre tes mains.

Je te la donne, mon Dieu,

Avec tout l'amour de mon cœur,

Parce que je t'aime,

Et que ce m'est un besoin d'amour

De me donner,

De me remettre entre tes mains sans mesure,

Avec une infinie confiance

Car tu es mon Père.

## Postérité
La prière de Charles de Foucauld a été mise en musique,.
Le pape Benoît XVI reprend lors d'une méditation le texte originel de la prière d'abandon lors de sa visite à Lourdes le 15 septembre 2008.

## Autres prières d'abandon
D'autres saints de l'Église catholique ont laissé des prières d'abandon : saint Ignace de Loyola, sainte Thérèse de l'Enfant Jésus, sainte Thérèse d'Avila,  sainte Teresa de Calcutta, saint Claude de la Colombière, saint John Henry Newman.